# 旱生卷柏
旱生卷柏（学名：Selaginella stauntoniana），又名拟密叶卷柏，为卷柏科卷柏属下的一个种。

## 扩展阅读
維基物種上的相關：旱生卷柏